# ウィリアム・フレミング (救命士)
ウィリアム・ジョージ・フレミング（William George Fleming GC 1865年–1954年）はイギリスの救命士でジョージ・クロス受章者である。活動の拠点は東海岸のノーフォーク州ゴールストン＝オン＝シーであり、在職中に王立救命艇協会褒章金章と銀章を授けられ、同銅章は3回受けている。王立救命艇協会（RNLI＝Royal National Lifeboat Institution）にほぼ50年にわたって登録した。通称は「ビリー」。

## 幼少期から前半生
ウィリアム ・「ビリー」・フレミング（英: William "Billy" Fleming）は1865年生まれ、ノーフォーク州東南の海辺の町ゴールストン＝オン＝シー出身。終生、グレートヤーマス・ゴールストン救命署に近いパビリオン・ロードに住んだ。若い頃はイギリス東海岸のいくつかの小型帆船で船員として働き、1881年（16歳）の国勢調査（英語版）には「シャーロット・コール号の乗組員」と記載がある。1880年代半ばに、救命署に採用された。

ノーフォーク州ゴールストン＝オン＝シーの位置（東南の州境、）

## 操舵手
19世紀後半から20世紀にかけて、フレミングは50年近くにわたりゴールストン救命署で働いた。50代後半で操舵手を任される（1922年-1934年）。生涯に救助した人は1188名にのぼる。

## 著名な救助
救命士の現役時代に多くの出動をこなし、特筆に値する事例をあげる。

### ホープリン号の遭難
フレミング配下の救命艇「ケントウォール号」は船外機のない手漕ぎの船で、1922年に座礁した石炭運搬船「ホープリン」号の遭難現場に出動した。強風で瀬（Scroby Sands）に乗り上げた船内から乗組員24人を救出しようと試みたが、座礁した船に船体をぶつけて損傷し、いったん港に漕ぎ戻った。指令を継いだのは海岸沿いに南のロウストフト救命署で、モーター駆動救命艇「アグネス・クロス」号を出そうとしていた。陸に着いたフレミングと救命士たちは疲労困憊こそしていたが、自分たちなら現場の瀬を熟知しているから役に立つと志願して乗り組み、現場に急行したアグネス・クロスは石炭運搬船の乗組員を救出し、ホープリン号の救命士全員と船乗り猫を連れて帰った。

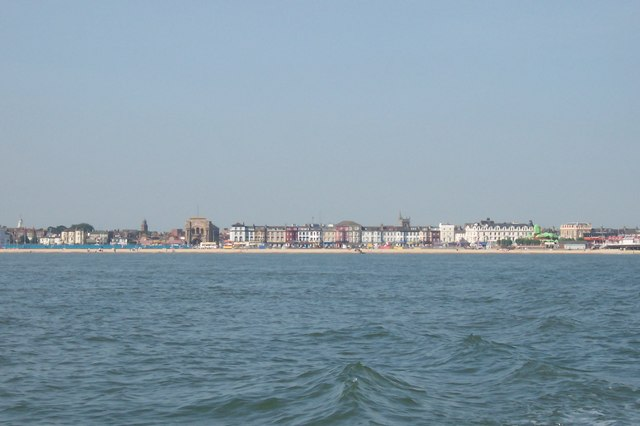
スコービー瀬から眺めたグレートヤーマス。第1埠頭から南側の街並み（帰属: bob briggs - geograph.org.uk - 935269）

### 栄誉栄典
ノーフォーク州の最も顕著な貢献をした救命士一覧でフレミングの上位には唯一、クロマー出身のヘンリー・ブログ（Henry_Blogg、Cromer）しかいない。フレミングは49年に及ぶ救命士生活で5年の期間に王立救命艇協会が授与する5段階の褒章をすべて受けた人物でもある。ホープリン号救難で金章を授かった時、同僚救命士15名は銅章を受けた。1926年に授かった銅章は、ケッチという小型船種の「ヘンリエッタ」号から4名を救難したとき、1927年の銀章はヘイスバロ瀬（Haisborough Sands）で座礁したオランダの石油タンカー「Georgia」救難の労をたたえたもので、同国女王ウィルヘルミナから恩賜の銀時計を授かった。
一般市民が受章できる最高位のジョージ・クロスが新たに制定されると、フレミングはホープリン号救難に対して授かった旧大英帝国勇敢章（英: Empire Gallantry Medal、1924年）を1941年にこの章に引き換えた。1953年には「自己の危難を顧みず人命の救助に尽力した者」としてエリザベス2世女王戴冠記念記章（英: Queen Elizabeth II Coronation Medal）を授かった。
- 大英帝国勇敢章（表）
- 大英帝国勇敢章（裏、ジョージ4世のイニシャル）
- ジョージ・クロス（帰属：Photo: MoD/MOD 45147518）
- エリザベス2世女王
戴冠記念章（表）
（帰属：オークランド博物館）[4]
- 戴冠記念章（裏）
（帰属：オークランド博物館）[5]

### ゆかりのあるもの
操舵手を務めた頃にウィリアム・G・フレミング GC が暮らしたゴールストンの家には、青い琺瑯の「遺産」記念銘板がある。除幕式は2017年10月23日だった。
グレートヤーマスのハーフリー新興住宅地（英: Harfrey's Industrial Estate）モートン・ピト通りには、「ウィリアム・フレミング邸」という建物がある。地元の個人相手のローン会社「ファイナンス・ショップ」が2019年12月、新しい事務所を特注で建てフレミングに献名した。